# Homoeocera affinis
Homoeocera affinis là một loài bướm đêm thuộc phân họ Arctiinae, họ Erebidae.